# 拉加镇
拉加镇，是中华人民共和国青海省果洛藏族自治州玛沁县下辖的一个乡镇级行政单位。拉加镇得名于其境内的格鲁派寺院拉加寺。2001年，由拉加乡和军功乡合并成拉加镇。

## 行政区划
拉加镇下辖以下地区：
拉加社区、曲哇加萨牧委会、赞根牧委会、思肉欠牧委会、哈夏牧委会、台西牧委会、俄合科牧委会、拉德牧委会、加思乎牧委会、叶合恰牧委会、玛什堂牧委会和赛什托牧委会。